# Ігбо (мова)

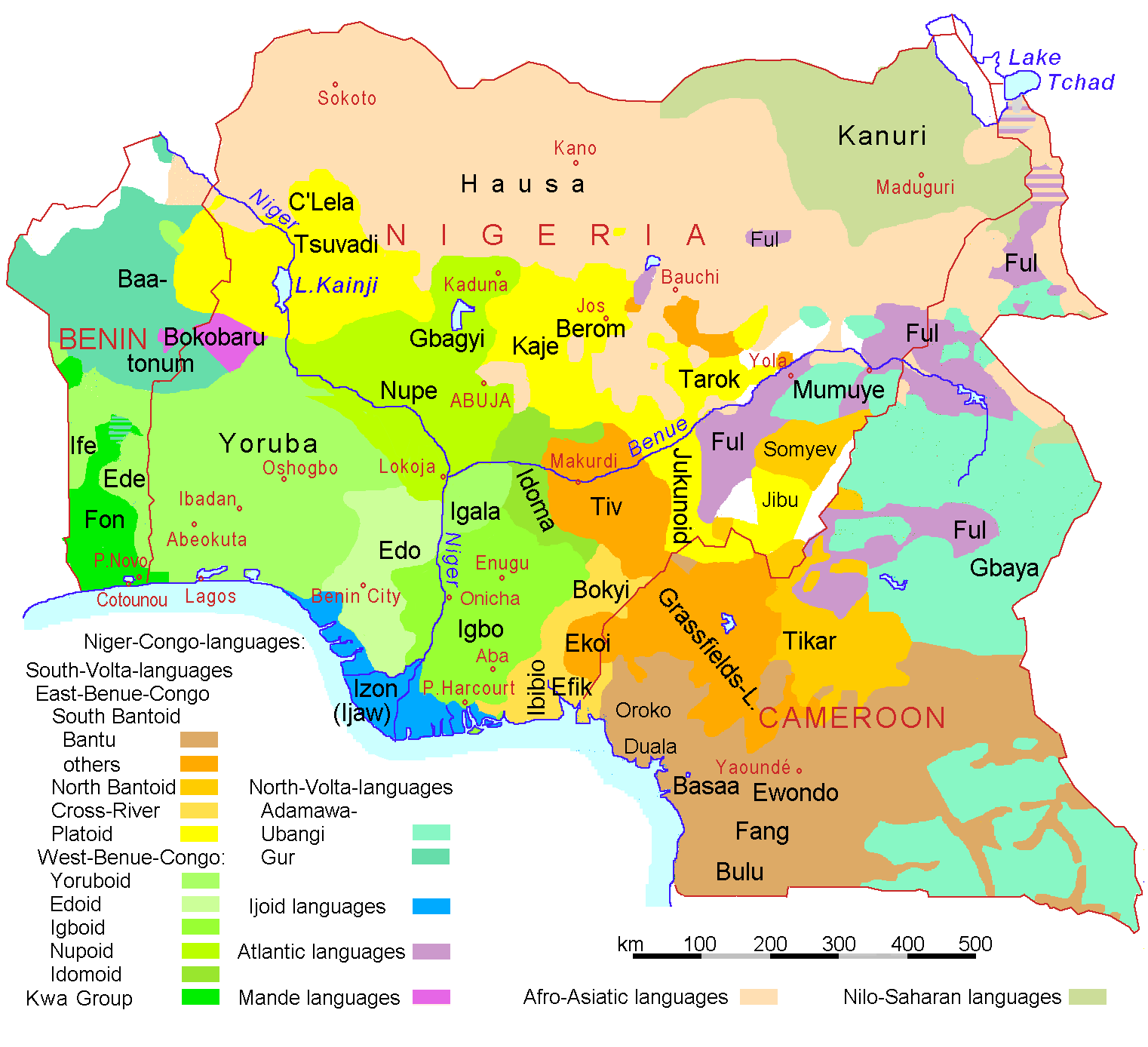
Мови Беніну, Нігерії та Камеруну

Ігбо — мова, якою розмовляє народ ігбо, жителі південно-східної Нігерії. Це тональна мова, що належить до нігеро-конголезької мовної родини. За даними нігерійського перепису мовою ігбо розмовляє близько 25 млн людей. Для письма використовує латиницю. До європейської колонізації Західної Африки існувала писемність з використанням ідеограм нсібіді.
Ігбо — діалектний континуум. Різні діалекти відрізняються не радикально і взаємно зрозумілі. Стандарт мови був розроблений у 1972 році на основі діалектів оверрі та умуагія.